# NGC 4027
NGC 4027 is een balkspiraalstelsel in het sterrenbeeld Raaf. Het hemelobject werd op 7 februari 1785 ontdekt door de Duits-Britse astronoom William Herschel. De vorm van het sterrenstelsel wijkt af van de normale vorm van balkspiraalstelsels, omdat een van de armen veel groter en wijder is dan de andere.

## Synoniemen
- ESO 572-37
- VV 66
- MCG -3-31-8
- Arp 22
- UGCA 260
- 1SZ 109
- IRAS 11569-1859
- 8ZW 158
- PGC 37773